# رجینا مارشیکوا
 رجینا مارشیکوا (چکی: Regina Maršíková؛ زاده ۱۱ دسامبر ۱۹۵۸) یک تنیس‌باز اهل چکسلواکی است.